# Ò
Cette page contient des caractères spéciaux ou non latins. S’ils s’affichent mal (▯, ?, etc.), consultez la page d’aide Unicode.
Ò, ou O accent grave, est un graphème utilisé dans les alphabets catalan, du corse, du créole haïtien, guadeloupéen, guyanais, martiniquais, saint-lucien, du gaélique écossais, de l’italien, de l’occitan, du tshiluba et du vietnamien comme variante de la lettre « O », et comme lettre à part entière dans l’alphabet du cachoube. Il s’agit de la lettre O diacritée d'un accent grave.

## Utilisation
En français, ‹ ò › est uniquement utilisé dans certains mots d’emprunt et n’est pas traditionnellement considéré comme faisant partie de l’alphabet.
- Cachoube : le ‹ ò › représente /wɛ/, et est la 28e lettre de l’alphabet cachoube.
- Occitan et catalan: le ‹ ò › représente la voyelle mi-ouverte postérieure arrondie /ɔ/.

### Langues à tons
Dans plusieurs langues tonales le ‹ ò › représente le même son que le ‹ o › et l’accent grave indique le ton bas. Mais il y a d’autres utilisations :
- Vietnamien : ‹ ò › représente le ton bas trainant de ‹ o ›.
- Hanyu pinyin : ‹ ò › indique le ton descendant de ‹ o ›

## Représentations informatiques
Le O accent grave peut être représenté avec les caractères Unicode suivants :
- précomposé (supplément Latin-1)[1] :

| forme     | représentation | chaîne de caractères | point de code | description                            |
| --------- | -------------- | -------------------- | ------------- | -------------------------------------- |
| capitale  | Ò              | Ò                    | U+00D2        | lettre majuscule latine o accent grave |
| minuscule | ò              | ò                    | U+00F2        | lettre minuscule latine o accent grave |

- décomposé (latin de base, diacritiques) :

| forme     | représentation | chaîne de caractères | point de code | description                                        |
| --------- | -------------- | -------------------- | ------------- | -------------------------------------------------- |
| capitale  | Ò              | O◌̀                   | U+004F U+0300 | lettre majuscule latine o diacritique accent grave |
| minuscule | ò              | o◌̀                   | U+006F U+0300 | lettre minuscule latine o diacritique accent grave |

Des anciens codages informatiques permettent aussi de représenter le O accent grave :
- ISO/CEI 8859-1, 3, 9, 14, 15 et 16 :
  - Capitale Ò : D2
  - Minuscule ò : F2

Entités HTML :
- Capitale Ò : Ò
- Minuscule ò : ò

Code Alt au clavier muni d'un pavé numérique :
- Minuscule : "Alt" "149"

Raccourci clavier :
- Minuscule : "AltGr 7è`" puis "o"
- Majuscule : "AltGr 7è" puis Maj "O"